# Shtisel
Shtisel (Hebreeuws: שטיסל) is een Israëlische televisiedramaserie over een fictieve ultraorthodox joodse familie die in de wijk Ge’oela van Jeruzalem woont. De serie is geschreven en gemaakt door Ori Elon en Yehonatan Indursky. Producent is Dikla Barkai. De serie ging in première op 29 juni 2013 op het Israëlische televisiekanaal Yes Oh. De online streamingdienst Netflix vertoonde de serie vanaf 2018. De eerste twee seizoenen hadden 12 afleveringen per seizoen en het derde seizoen, beschikbaar via Netflix vanaf 25 maart 2021 heeft 9 afleveringen. In mei 2019 wilde men een derde seizoen opnemen; het filmen moest toen worden uitgesteld vanwege de coronapandemie.

## Inhoud
De serie volgt de levens van Shulem Shtisel (Dov Glickman), weduwnaar en stamvader van de Shtiselfamilie en rabbijn bij de plaatselijke jesjiwa (orthodoxe school voor thorastudie voor jongens), en die van de andere leden van zijn familie, met name van zijn jongste zoon, Akiva (Michael Aloni), continu op zoek naar een huwelijkskandidaat. Shtisel woont in een haredi, een buurt waar geen internet beschikbaar is. De joodse gemeenschap daar leeft volgens de strikte gebruiken van de Haredi. Het overtreden van de normen veroorzaakt vaak chaos binnen het gezin. De personages in de serie die meer openstaan voor een seculiere levensstijl weerspiegelen de gematigdheid van de wijk Ge’oela in vergelijking met hun buren in Mea She'arim, de aangrenzende gemeenschap die bekend staat om haar religieus extremisme.

## Cast
- Dov Glickman als Shulem Shtisel
- Michael Aloni als Akiva Shtisel
- Neta Riskin als Giti Weiss
- Shira Haas als Ruchami Weiss
- Sarel Piterman als Zvi Arye Shtisel
- Zohar Strauss als Lippe Weiss
- Orly Silbersatz Banai als Aliza Gvili
- Ayelet Zurer als Elisheva Rotstein
- Sasson Gabai als Nukhem Shtisel
- Gal Fishel als Yosa'le Weiss
- Ori Ilovitz als Haim'ke Weiss
- Hadas Yaron als Libbi Shtisel
- Eliana Shechter als Tovi Shtisel
- Hanna Rieber als Malka Shtisel - grootmoeder, seizoen 1
- Lea Koenig als Malka Shtisel grootmoeder, seizoen 2, vervangster van Rieber, omdat zij overleden was

## Onderscheidingen
Het eerste seizoen van de serie werd genomineerd in 12 categorieën bij de Israeli Television Academy Award 2013. De serie kreeg twee nominaties voor zowel beste acteur als beste actrice in een dramaserie - Dov Glickman en Michael Aloni resp. Ayelet Zorer en Neta Riskin. Tijdens de ceremonie won de serie 11 prijzen: voor beste dramaserie, beste acteur in een dramaserie (Dov Glickman), drama-regisseur (Alon Singman), drama-scenario (Uri Alon en Jonathan Indursky), kostuumontwerp, make-up, fotografie, originele muziek (Avi Ballali), soundtrack, artistiek beheer en montage.
Het tweede seizoen won van de Israeli Television Academy Award de prijs voor regie (Alon Singman), acteerprijzen in de categorie acteur en actrice (Dov Glickman voor de tweede keer en Neta Riskin). Ook was er een prijs voor de originele muziek, voor het artdesign en voor de kostuums.